# سیارک ۷۴۱۶
سیارک ۷۴۱۶ (به انگلیسی: 7416 Linnankoski، نامگذاری:1990WV4) هفت هزار و چهارصد و شانزدهمین سیارک کشف شده‌است که در ۱۶ نوامبر ۱۹۹۰ کشف شد.
قدر مطلق سیارک برابر ۱۳٫۸۰ است.